# Mike Howe
Mike Howe (Taylor (Michigan), 21 augustus 1965 – Eureka (Californië), 26 juli 2021) was een Amerikaans zanger en vooral bekend als voorman van de metalband Metal Church.

## Levensloop
Howe werd geboren op 21 augustus 1965 in Taylor, Michigan en verhuisde als jongvolwassene naar Los Angeles met zijn band Hellion, die later werd omgedoopt tot Snair. In 1986 voegde hij zich bij de band Herectic.
Heretic bracht zijn enige volledige album uit, Breaking Point in 1988. In datzelfde jaar verliet hij deze band om David Wayne te vervangen als zanger van Metal Church, de band die volgens kenners een grondleggende invloed heeft op het subgenre trashmetal.
Howe maakte drie albums met de band, Blessing in Disguise (1989), The Human Factor (1991) en Hanging in the Balance (1993). Howe stapte in 1995 uit onvrede uit de band en richtte zich op het stichten van een gezin  en een carrière als timmerman. In 2015 voegde Howe zich weer bij Metal Church om de albums XI (2016), Damned If You Do (2018) en From the Vault (2020) te maken.
Howe overleed thuis in Eureka op 55-jarige leeftijd. De doodsoorzaak was verstikking door ophanging en werd door de autoriteiten als zelfmoord aangemerkt.
- International Standard Name Identifier: 0000 0004 6741 3600
- MusicBrainz: 270c8675-5e28-4326-b499-bc2e3c608300
- Nationale Bibliotheek van Tsjechië: xx0238391
- Virtual International Authority File: 2246156497265717740006